# Glandula parotis

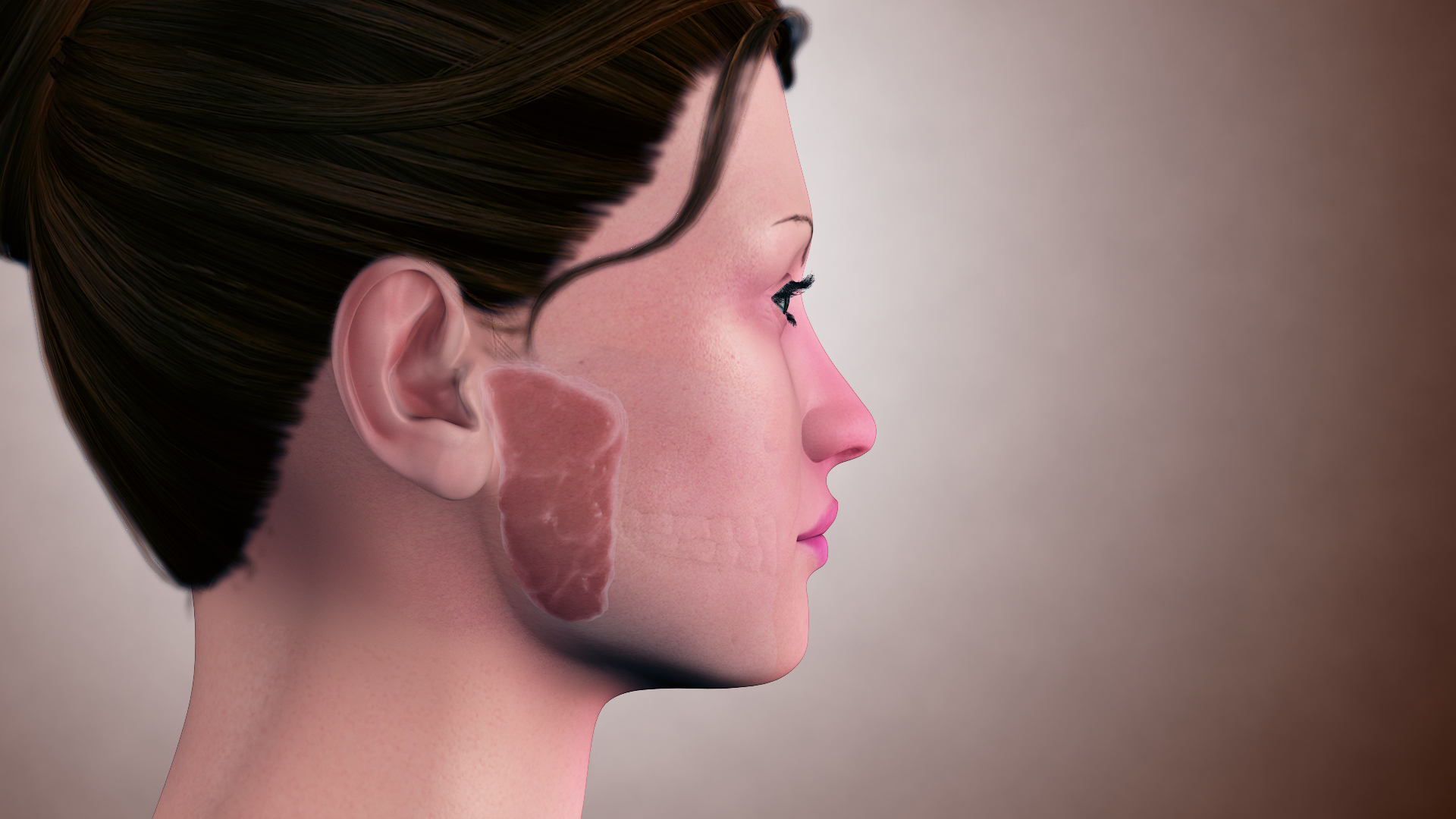
Glandula parotis.

Glandula parotis (egentligen Glandula parotidea), öronspottkörteln, är en av kroppens tre stora pariga spottkörtlar. Den innehåller enbart serösa celler och utsöndrar omkring en femtedel av saliven. Den genomkorsas av ansiktsnerven men innerveras av tung- och svalgnerven (CN IX).
Påssjuka är en svullnad i spottkörtlarna på grund av en virusinfektion, vanligtvis i glandula parotis. 